# Torneo NSFL Tackle Élite 2014
Il Torneo NSFL Tackle Élite 2014 è stato l'11ª edizione del campionato di football americano di prima squadra, organizzato dalla NSFL.

## Squadre partecipanti
| Club                      | Città             | Stadio | Sponsor ufficiale | Risultato nella stagione 2013               |
| ------------------------- | ----------------- | ------ | ----------------- | ------------------------------------------- |
| Geneva Seahawks           | Ginevra           |        |                   | Campioni NSFL Tackle Élite                  |
| Geneva Whoppers           | Plan-les-Ouates   |        |                   | Quarto posto Girone OvestNSFL Tackle Élite  |
| La Chaux-de-Fonds Hornets | La Chaux-de-Fonds |        |                   | Quinto posto Girone Ovest NSFL Tackle Élite |
| Lausanne LUCAF Owls       | Losanna           |        |                   | Quarto posto Girone Est NSFL Tackle Élite   |
| Monthey Rhinos            | Monthey           |        |                   | Terzo posto NSFL Tackle Élite               |
| Morges Bandits            | Morges            |        |                   | Quinto posto Girone Est NSFL Tackle Élite   |
| Riviera Saints            | Vevey             |        |                   | Vicecampioni NSFL Tackle Élite              |
| Yverdon Ducs              | Yverdon-les-Bains |        |                   | Terzo posto Girone Ovest NSFL Tackle Élite  |

## Stagione regolare

### Calendario

#### 1ª giornata
| Ginevra 31 agosto 2014, ore 11:00 CEST | Yverdon Ducs | 13 – 21 | Riviera Saints |  |

| La Chaux-de-Fonds 31 agosto 2014, ore 11:00 CEST | Lausanne LUCAF Owls | 0 – 0 | Monthey Rhinos |  |

| Ginevra 31 agosto 2014, ore 14:00 CEST | Geneva Seahawks | 16 – 12 | Geneva Whoppers |  |

| La Chaux-de-Fonds 31 agosto 2014, ore 14:00 CEST | La Chaux-de-Fonds Hornets | 6 – 24 | Morges Bandits |  |

#### 2ª giornata
| Morges 7 settembre 2014, ore 11:00 CEST | Riviera Saints | 12 – 41 | Geneva Seahawks |  |

| Yverdon-les-Bains 7 settembre 2014, ore 11:00 CEST | La Chaux-de-Fonds Hornets | 6 – 54 | Lausanne LUCAF Owls |  |

| Morges 7 settembre 2014, ore 14:00 CEST | Morges Bandits | 15 – 34 | Geneva Whoppers |  |

| Yverdon-les-Bains 7 settembre 2014, ore 14:00 CEST | Yverdon Ducs | 25 – 6 | Monthey Rhinos |  |

#### 3ª giornata
| Monthey 14 settembre 2014, ore 11:00 CEST | Morges Bandits | 7 – 15 | Riviera Saints |  |

| Losanna 14 settembre 2014, ore 11:00 CEST | Geneva Whoppers | 14 – 16 | Yverdon Ducs |  |

| Monthey 14 settembre 2014, ore 14:00 CEST | Monthey Rhinos | 63 – 0 | La Chaux-de-Fonds Hornets |  |

| Losanna 14 settembre 2014, ore 14:00 CEST | Lausanne LUCAF Owls | 0 – 18 | Geneva Seahawks |  |

#### 4ª giornata
| Ginevra 21 settembre 2014, ore 11:00 CEST | Geneva Whoppers | 14 – 6 | Monthey Rhinos |  |

| Ginevra 21 settembre 2014, ore 14:00 CEST | Geneva Seahawks | 59 – 0 | La Chaux-de-Fonds Hornets |  |

#### 5ª giornata
| Yverdon-les-Bains 28 settembre 2014, ore 11:00 CEST | Riviera Saints | 20 – 24 | Lausanne LUCAF Owls |  |

| Yverdon-les-Bains 28 settembre 2014, ore 14:00 CEST | Yverdon Ducs | 13 – 3 | Morges Bandits |  |

#### 6ª giornata
| Plan-les-Ouates 5 ottobre 2014, ore 11:00 CEST | Lausanne LUCAF Owls | 21 – 13 | Morges Bandits |  |

| La Chaux-de-Fonds 5 ottobre 2014, ore 11:00 CEST | Monthey Rhinos | 6 – 38 | Geneva Seahawks |  |

| Plan-les-Ouates 5 ottobre 2014, ore 14:00 CEST | Geneva Whoppers | 13 – 16 | Riviera Saints |  |

| La Chaux-de-Fonds 5 ottobre 2014, ore 14:00 CEST | La Chaux-de-Fonds Hornets | 6 – 44 | Yverdon Ducs |  |

#### 7ª giornata
| Plan-les-Ouates 12 ottobre 2014, ore 11:00 CEST | Geneva Seahawks | 29 – 0 | Morges Bandits |  |

| Vevey 12 ottobre 2014, ore 11:00 CEST | Lausanne LUCAF Owls | 26 – 9 | Yverdon Ducs |  |

| Plan-les-Ouates 12 ottobre 2014, ore 14:00 CEST | Geneva Whoppers | 69 – 0 | La Chaux-de-Fonds Hornets |  |

| Vevey 12 ottobre 2014, ore 14:00 CEST | Riviera Saints | 14 – 13 | Monthey Rhinos |  |

#### 8ª giornata
| Monthey 19 ottobre 2014, ore 11:00 CEST | Riviera Saints | 38 – 0 | La Chaux-de-Fonds Hornets |  |

| Losanna 19 ottobre 2014, ore 11:00 CEST | Yverdon Ducs | 0 – 31 | Geneva Seahawks |  |

| Monthey 19 ottobre 2014, ore 14:00 CEST | Monthey Rhinos | 23 – 0 | Morges Bandits |  |

| Losanna 19 ottobre 2014, ore 14:00 CEST | Lausanne LUCAF Owls | 12 – 56 | Geneva Whoppers |  |

### Classifica
La classifica della regular season è la seguente:
- PCT = percentuale di vittorie, G = partite giocate, V = partite vinte, N = partite pareggiate, P = partite perse, PF = punti fatti, PS = punti subiti
- La qualificazione ai playoff è indicata in verde

| Pos. | Squadra                   | PCT   | G | V | N | P | PF  | PS  |
| ---- | ------------------------- | ----- | - | - | - | - | --- | --- |
| 1    | Geneva Seahawks           | 1.000 | 7 | 7 | 0 | 0 | 232 | 30  |
| 2    | Riviera Saints            | .714  | 7 | 5 | 0 | 2 | 136 | 111 |
| 3    | Lausanne LUCAF Owls       | .643  | 7 | 4 | 1 | 2 | 137 | 122 |
| 4    | Yverdon Ducs              | .571  | 7 | 4 | 0 | 3 | 120 | 107 |
| 5    | Geneva Whoppers           | .571  | 7 | 4 | 0 | 3 | 212 | 81  |
| 6    | Monthey Rhinos            | .357  | 7 | 2 | 1 | 4 | 117 | 91  |
| 7    | Morges Bandits            | .143  | 7 | 1 | 0 | 6 | 62  | 141 |
| 8    | La Chaux-de-Fonds Hornets | .000  | 7 | 0 | 0 | 7 | 18  | 351 |

## Playoff

### Tabellone
|  | Semifinali          | Semifinali          | Semifinali          |                     |                 | X NSFL Bowl          | X NSFL Bowl          | X NSFL Bowl          |  |
|  |                     |                     |                     |                     |                 |                      |                      |                      |  |
|  | Geneva Seahawks     | Geneva Seahawks     | 34                  |                     |                 |                      |                      |                      |  |
|  | Geneva Seahawks     | Geneva Seahawks     | 34                  |                     |                 |                      |                      |                      |  |
|  | Yverdon Ducs        | Yverdon Ducs        | 12                  |                     |                 |                      |                      |                      |  |
|  | Yverdon Ducs        | Yverdon Ducs        | 12                  |                     | Geneva Seahawks | Geneva Seahawks      | 20                   |                      |  |
|  |                     |                     |                     |                     | Geneva Seahawks | Geneva Seahawks      | 20                   |                      |  |
|  |                     |                     | Lausanne LUCAF Owls | Lausanne LUCAF Owls | 0               |                      |                      |                      |  |
|  | Lausanne LUCAF Owls | Lausanne LUCAF Owls | Lausanne LUCAF Owls | Lausanne LUCAF Owls | 0               | 22                   |                      |                      |  |
|  | Lausanne LUCAF Owls | Lausanne LUCAF Owls |                     |                     |                 | 22                   |                      |                      |  |
|  | Riviera Saints      | Riviera Saints      | 13                  |                     |                 | Finale 3º - 4º posto | Finale 3º - 4º posto | Finale 3º - 4º posto |  |
|  | Riviera Saints      | Riviera Saints      | 13                  |                     |                 |                      |                      |                      |  |
|  |                     |                     |                     |                     |                 |                      |                      |                      |  |
|  |                     |                     |                     |                     |                 | Yverdon Ducs         | Yverdon Ducs         | 37                   |  |
|  |                     |                     |                     |                     |                 | Yverdon Ducs         | Yverdon Ducs         | 37                   |  |
|  |                     |                     |                     |                     |                 | Riviera Saints       | Riviera Saints       | 32                   |  |

### Semifinali
| Morges 26 ottobre 2014, ore 11:00 | Riviera Saints | 13 – 22 | Lausanne LUCAF Owls |  |

| Morges 26 ottobre 2014, ore 14:00 | Geneva Seahawks | 34 – 12 | Yverdon Ducs |  |

### Finale 3º - 4º posto
| Ginevra 2 novembre 2014, ore 11:00 | Riviera Saints | 32 – 37 | Yverdon Ducs |  |

### X NSFL Bowl
| Ginevra 2 novembre 2014, ore 14:00 | Geneva Seahawks | 20 – 0 | Lausanne LUCAF Owls |  |

## Verdetti
- Geneva Seahawks Campioni NSFL Tackle Élite 2014